# Волапюк
Это статья об искусственном языке. О способах записи русских слов латиницей см. статьи Транслитерация, Транслит.
Волапю́к, или воляпюк (Volapük: от vol «мир» в род. падеже + pük — язык, то есть «мировой язык»), — международный искусственный социализованный язык (см. плановый язык), созданный в 1879 году немецким католическим священником Иоганном Мартином Шлейером (нем. Johann Martin Schleyer). Сейчас используется вариант волапюка, реформированный Ари де Йонгом (нидерл. Arie de Jong) в 1929 году и представленный широкой публике в 1931 году.

## Язык

### Алфавит и чтение
Алфавит волапюка построен на основе латинского, состоит из 27 знаков:
| Буква | Звучание по МФА |
| ----- | --------------- |
| a     | [a]             |
| ä (ꞛ) | [ɛ]             |
| b     | [b]             |
| c     | [tʃ] или [dʒ]   |
| d     | [d]             |
| e     | [e]             |
| f     | [f]             |

| Буква | Звучание по МФА |
| ----- | --------------- |
| g     | [ɡ]             |
| h     | [h]             |
| i     | [i]             |
| j     | [ʃ] или [ʒ]     |
| k     | [k]             |
| l     | [l]             |
| m     | [m]             |

| Буква | Звучание по МФА |
| ----- | --------------- |
| n     | [n]             |
| o     | [o]             |
| ö (ꞝ) | [ø]             |
| p     | [p]             |
| r     | [r] (см. далее) |
| s     | [s] или [z]     |
| t     | [t]             |

| Буква | Звучание по МФА |
| ----- | --------------- |
| u     | [u]             |
| ü (ꞟ) | [y]             |
| v     | [v]             |
| x     | [ks] или [gz]   |
| y     | [j]             |
| z     | [ts] или [dz]   |

Фонология, за исключением умлаутов, простая. Звук [r] и сложные сочетания согласных встречаются нечасто, что должно было облегчить произношение детям, а также китайцам (ханьцам) и другим народам, в языке которых такие звуки очень редки или вообще отсутствуют. Ударение всегда падает на последний слог, за исключением вопросительной частицы «-li».

Чтение букв c, j, s, x, z. Из парных по звонкости/глухости звуков, ассоциирующихся с этими буквами, в современном волапюке предпочитается звонкий: c читается как j в английских словах joy, justice, j — как s в английском pleasure или j во французском jardin (соответствует русской ж), s — как s в немецком reisen (соответствует русской з), x — как x в английском example или как gz как в английском zigzag (соответствует русскому кc и гз соответственно), z — как ds в английском birds или zz в итальянском mezzo (соответствует русскому дз и дс).
До реформы Де Йонга чтение букв j, s, x, z было другим: j произносилось как sh в английском shame или ch во французском cher (соответствует русской ш), s — как s в английском sole (соответствует русской с; звук, обозначаемый этой буквой, мог в словах волапюка озвончаться между двумя гласными и в сочетаниях bs, ds, gs, ls, которые образовывались на конце слов множественного числа), x — как x в английском expect (соответствует русскому кс), z — как z в немецком Zeug (соответствует русской ц) или как dz (соответствует русскому дз).

### Дополнительные буквы
Наряду с алфавитом из 27 букв, в текстах современного волапюка используются для написания собственных имён и передачи других слов естественных языков ещё два алфавита: 1) фонетический (список букв из официальной «Грамматики волапюка» содержит символы для отображения 64 основных звукотипов; гласные буквы могут сочетаться с диакритиками для отображения ударности/безударности соответствующих звуков) и 2) латинский, включающий не только символы латинского алфавита, но и все дополнительные буквы из алфавитов на латинской графической основе. Латинский алфавит используется для передачи собственных имён, а также иностранных слов, в соответствии с оригинальным написанием; в квадратных скобках после собственных имён или варваризмов может приводиться их транскрипция, записанная фонетическим алфавитом, например:

Belödans ela London [lǻndĕn] nemons hielis ‚Yeomen of the Guards’ [yóŭmĕn óf ħĕ gar̊z] cogiko nog suvo elis ‚Beefeaters’ [bìfitĕr̊s]. — Жители Лондона ещё часто шутливо называют лейб-гвардейцев «бифитерами» (мясоедами).

Фонетический алфавит (волапюкский аналог МФА), предложенный Де Йонгом в «Грамматике волапюка», восходит к фонетическому алфавиту из 38 букв, разработанному И. М. Шлейером для передачи в волапюкских текстах собственных имён. Помимо символов волапюкского алфавита, он содержал 11 дополнительных:
1. å — читается как a в английском all;
2. ħ — th в английском the;
3. ŋ или ᶯ — английский и немецкий носовой ng, как в немецком sang;
4. ƈ или c̄ — ch в английском child (русская ч);
5. ſ — читается как немецкая буква ß, например в слове Fleiß;
6. курсивное l с петелькой наверху — ll во французском fille;
7. rr — rr в испанском Siérra;
8. m̂ — носовой во французском nom;
9. n̂ — носовой во французском mon;
10. ȷ — j во французском je (русская ж);
11. дасия, часто заменявшаяся зеркальным апострофом (‛) — густое придыхание, немецкая и эсперантская h.

До 1887 г. дасия и h входили в основной алфавит волапюка и употреблялись соответственно вместо немецких h и ch (соответствует русскому х, эсперантскому ĥ). Таким образом, первоначально алфавит волапюка состоял из 28 букв, дасия и h обозначали разные фонемы. Ещё во втором издании словаря волапюка Шлейера (1882) употребляются обе буквы: ‛öl (ад), hemav (химия). В третьем издании словаря волапюка Шлейера (1885) употребляется преимущественно дасия, h встречается только в собственных именах. В ходе Второго Международного съезда волапюкистов (1887) было принято решение сохранить из этих двух в алфавите волапюка только одну букву — h.

В отличие от норм современного волапюка, Шлейер предлагал в первую очередь писать выполненную фонетическим алфавитом транскрипцию, а в скобках приводить, в случае необходимости, оригинальное написание. Шлейер писал на своем фонетическом алфавите даже небольшие тексты на немецком языке (например, предисловие к 3 изданию словаря волапюка).

Огюст Керкгоффс, как и большинство волапюкистов, проигнорировал фонетический алфавит Шлейера по следующим причинам:
- этот алфавит не был совершенен и не мог служить своим целям (в нём отсутствовали знаки для звуков многих языков, например, не было буквы, аналогичной русской ы);
- употребление дополнительных букв делало текст внешне неэстетичным, хаотичным (в изданиях самого Шлейера хаос усугублялся сочетанием волапюка и немецкого языка, причём для волапюка использовался шрифт антиква, а для немецкого — готический);
- многие волапюкисты путали чтение похожих букв волапюкского и фонетического алфавитов, в особенности j с точкой и без точки и c и ƈ. Например, почти во всех русских руководствах по изучению волапюка утверждалось, что волапюкская буква c соответствует русской ч.

Альфред Пост (Alfred A. Post) приводит в своей книге «Comprehensive Volapük Grammar» некоторые дополнительные буквы, созданные Шлейером:

#### Звук [r]
Первоначально Мартин Шлейер хотел полностью исключить этот звук из алфавита, но позже стал добавлять в язык всё больше «новых слов», многие из которых содержали звук «р». В 1895 году он опубликовал в журнале Kosmopolan список так называемых «новых слов», в большинстве из них присутствовал этот звук.

### Этимологияиграмматика[3]
Большинство корней в волапюке взято из английского и французского языков, но перестроено в соответствии с ограничениями на состав фонем и строение корня в волапюке, а также с целью избежать омонимии (совпадений с уже имеющимися корнями). Кроме этого, Шлейер стремился сделать лексикон волапюка самостоятельным, лишённым отпечатков языков — источников слов. В результате многие корни стали радикально, иногда до неузнаваемости, отличаться от своих этимонов. Например, английские world («мир») и speak («говорить») превратились в vol и pük, давшие название новому языку.
Необычная переделка международной лексики вызывала насмешки в прессе, само слово волапюк стало во многих языках синонимом чего-то неестественного (в компьютерном сленге так иногда называют набор русских слов латинскими буквами, транслит).
Волапюк относится к агглютинативным языкам номинативного строя, принадлежит к искусственным языкам смешанного (априорно-апостериорного) типа, грамматика имеет синтетический характер и включает большое число именных и глагольных категорий (2 числа, 4 падежа, 3 лица, 6 времен, 4 наклонения, 2 вида и 2 залога).

#### Существительное
Существительное склоняется по четырём падежам:
- Именительный падеж — нулевое окончание: dom («дом»), vol («мир»);
- Родительный падеж — окончание «a»: doma («дома»), vola («мира»);
- Дательный падеж — окончание «e»: dome («дому»), vole («миру»);
- Винительный падеж — окончание «i»: domi («дом»), voli («мир»);
- Во множественном числе соответственно — doms, domas, domes, domis.

Некоторые также выделяют в волапюке звательный падеж, обозначаемый восклицанием и частицей o: o böd(s)! — «о птица (птицы)!».

#### Глагол
У волапюка сложная система образования глаголов и различных глагольных форм, но почти все они опциональны и необязательны к употреблению. Так, лично-числовые суффиксы глагола совпадают по форме с соответствующими местоимениями, например:
- Местоимение ob(s) — «я (мы)», при присоединении к корню löf («любовь») получается глагол löfob(s) («люблю, лю́бим»);
- Местоимение ol(s) — «ты (вы)») löfol(s) — «любишь, лю́бите»;
- Местоимение om(s) — «он (они, мужчины)» löfom(s) — «любит мужчина, любят мужчины»;
- Местоимение of(s) — «она (они, женщины)» löfof(s) — «любит женщина, любят женщины»;
- Местоимение on(s) — в первой версии языка — неопределённое местоимение, «что-то», во второй версии — средний род, «оно (они среднего рода)», при присоединении в качестве суффикса получается löfon(s) — «любит что-то (любят кто-то)» в первой версии и «любит оно, любят кто-то (среднего рода)» — во второй;
- Местоимение oy(s) — введено реформой Де Йонга, заменило неопределённое местоимение из первой версии волапюка, означает то же, что и on(s) в первой версии («что-то»), при присоединении в качестве суффикса получается löfoy(s) — «любит что-то (любят кто-то)».

Изменение по временам и наклонениям происходит с помощью постфиксов и префиксов:

Неперфектные формы, префиксы ä-, a- и o-:
- Прошлое: älöfom — «он любил»;
- Настоящее: löfom — «он любит» (в действительном залоге показатель настоящего времени не используется);
- Будущее: olöfom — «он будет любить»;
- Будущее с точки зрения прошедшего: ölöfom — «он <думал, что> будет любить» (время введено в язык после реформы Ари де Йонга)

Перфектные формы, префиксы i-, e- и u-:
- Прошлое : ilöfom — «он любил ранее»;
- Настоящее : elöfom — «он только что любил»;
- Будущее : ulöfom — «он закончит любить в будущем»;

Также в языке существуют другие формы:
- Инфинитив, постфикс -ön, löfön — «любить»;
- Причастие, постфикс -öl, löföl — «любящий»;
- Императив (повелительное наклонение), постфикс -öd , löfomöd! — «пусть он любит!»;
- Юссив (ещё более строгое повелительное наклонение), постфикс -öz, löfomöz! — «он должен любить сейчас!» (постфикс использовался только в дореформенном волапюке);
- Кондиционалис (условное наклонение), постфикс -öv, löfomöv, if … — «он бы любил, если …»;
- Пассив, префикс p-, palöfom — «он люби́м» («его любят»);
- Оптатив, постфикс -ös, löfomös — «хочу, чтобы он любил» («пусть он любит»);
- Субъюнктив, постфикс -la, löfom-la — «он может любить, но это не точно» («возможно, он любит»);
- Вопросительная, постфикс -li, löfom-li — «он любит?»;
- Указание возможности, постфикс -öx, löfomöx — «он может любить» (постфикс использовался только в дореформенном волапюке);

В общей сложности эти префиксы и постфиксы в языке, по разным данным, позволяют получить от нескольких тысяч до нескольких сотен тысяч разных глагольных форм.

#### Прилагательное
Прилагательное образуется при помощи форманта -ik (gudik — «хороший»), не склоняется и стоит после определяемого существительного. Наречие создаётся присоединением к прилагательному суффиксов -о или -i (gudiko — «хорошо»), стоит после глагола, от которого зависит, и так же не изменяется.

### Словообразование
В волапюке есть богатая система суффиксов и приставок, которые используются в словообразовании, например: fam («слава») и famum («бо́льшая слава»), но некоторые из них, включая данный пример, были отменены реформой Де Йонга.
Как и в немецком языке, в волапюке можно создавать слова, состоящие из двух, трёх и более корней. Примером трёхкомпонентного слова может служить klonalitakip ‘люстра’ (klon ‘корона, венец’ + litakip ‘подсвечник, канделябр’; последнее, в свою очередь, содержит два корня: lit ‘свет’ и kip ‘удержание, хранение’, а также соединительную гласную -a-, иногда трактовавшуюся как показатель родительного падежа (и тогда перед нами пример не словосложения, а сращения)), являющееся калькой с немецкого Kronleuchter (этим объясняется нелогичность постановки корня со значением «корона» на первое, а не второе место: дословно получается, что klonalitakip не «канделябровый венец», а «коронный канделябр»).
Способность волапюка к соединению в сложном слове неограниченного числа корней порой даже высмеивалась: так, как сообщают Л. Кутюра и Л. Ло в своей «Истории всеобщего языка», в журнале «Le Volapük» один остроумец спародировал эту словообразовательную особенность волапюка, сконструировав в шутку существительное klonalitakipafablüdacifalöpasekretan ‘секретарь дирекции (заводоуправления) люстровой фабрики’, а журнал «Cogabled» («Развлекательный листок») предложил своим читателям разгадать значение слова löpikalarevidasekretel ‘обер-секретарь (верховный секретарь) счётной палаты’, что оказалось под силу только двум волапюкистам. Что характерно, оба слова не существовали в волапюке: первое было придумано в шутку, другое — как головоломка (в русском Интернете[где?], в частности, на страничке про волапюк сайта «Мир эсперанто» говорится, что оба слова реально существовали в шлейеровском волапюке; эти слова приводятся с ошибкой, без диакритик). Первое из этих слов вообще сложно представить в реальном волапюке: в шлейеровский период суффикс -el употреблялся намного чаще, чем -an (хотя против этой «экспансии» -el выступали многие волапюкисты, в том числе О. Керкгоффс), и использовалось слово sekretel ‘секретарь’ (а не sekretan); слово cifal ‘главный начальник’ (суффикс -al со значением ‘самое высокопоставленное лицо’) употреблялось по отношению к И. Шлейеру как руководителю волапюкского движения, но вряд ли им бы обозначили директора завода[почему?]; потенциальное cifalöp ‘место, где находится главный начальник’ так же не фиксировалось словарями, возможно, потому что не поддаётся однозначному переводу (оно может обозначать и кабинет, и целое здание); наконец, сложно представить фабрику, которая выпускает одни только люстры[почему?] (fablüd ‘фабрика’). Внутренняя форма второго слова отчасти семантически избыточна: в нём есть два связанных с идеей подсчёта корня kal ‘подсчёт’ и revid ‘ревизия’ (löpi- — приставка, аналогичная следующим: обер-, верхне-), причём отсутствует необходимый для расшифровки элемент ‘комиссия, палата’.

## История

### Появление и первая популярность
По словам Шлейера, в ночь на 31 марта 1879 года у него была сильная бессонница, он ходил всю ночь по дому, пока на него не снизошло озарение, и Шлейер тут же увидел, каким должен быть международный язык. Всю ночь он записывал его грамматику и словарь, после чего начал публиковать на нём предложения, а потом и целые стихи.
Первая статья о волапюке была опубликована Шлейером в мае 1879 года в редактировавшемся им католическом журнале «Сионская арфа» (нем. Sionsharfe). В 1880 году автор языка издаёт подробный учебник на немецком. Сам Шлейер практически не писал книг на волапюке, хотя было несколько писателей, которые этим занимались. Долгое время язык был очень популярен, к 1889 году на нём во всём мире издавалось 25 журналов, было написано 316 учебников на 25 языках и действовало 283 клуба. Известен даже случай, когда волапюк был для человека его родным языком, это была дочь профессора волапюка Генри Кона (англ. Henry Cohn) Коринн Кон (англ. Corinne Cohn). О её дальнейшей судьбе ничего не известно. В 1884 году состоялась конвенция сторонников волапюка в Фридрихсхафене, однако рабочим языком на конвенции был немецкий, вторая конвенция, в Мюнхене, 1887 год, проходила так же. Только третья конвенция (в Париже, в 1889 году) проходила на волапюке. К 1889 году выходит более 30 периодических изданий обществ волапюка, а самих объединений насчитывалось около 255. Институт преподавания состоял в общем из 1100 учителей и 50 профессоров.

### Снижение популярности
Первоначальная популярность волапюка была во многом обусловлена относительной его простотой. В нём были уменьшены некоторые сложности естественных языков, например, отсутствовали:
- сложная орфография (характерная для английского и французского языков);
- двойственное число (характерное для арабского и некоторых славянских языков);
- непредсказуемое место ударения (характерное для русского языка);
- многозначные слова, омонимы и омофоны.

В то же время многие особенности немецкого языка, не замечаемые его носителями как сложности, перекочевали и в волапюк. Например, существительные имели 2 числа и 4 падежа, глаголы — 6 времён, 4 наклонения, 2 вида и 2 залога, изменялись по лицам и числам. Нарушался принцип взаимно однозначного соответствия букв и звуков (последовательности [ks], [gz], [ts], [dz], [tʃ], [dʒ] обозначались однобуквенно, некоторые буквы допускали два варианта прочтения).
Многие критики (в частности, первый директор Академии волапюка О. Керкгоффс) порицали волапюк за слишком длинные, как в немецком языке, сложные слова. В лексике используются изменённые до неузнаваемости элементы европейских языков. Сложность грамматики и неинтернациональность лексики вызывали критику и в дальнейшем (после появления более простых языков) стали одними из причин снижения популярности волапюка.
В течение долгих лет директором Академии волапюка был криптограф из Фландрии Огюст Керкгоффс (нем. Auguste Kerckhoffs). С течением времени между ним и Шлейером возникли трения, связанные с нежеланием Шлейера, считавшего волапюк своим детищем и своей собственностью, признать необходимость внесения изменений, на чём настаивал Керкгоффс. Это вылилось в раскол и уход многих приверженцев волапюка в альтернативные языковые проекты, такие как идиом неутраль и эсперанто, более простого этимологически и грамматически языка, чьё появление в 1887 году ещё более усугубило положение волапюка. В результате многие волапюкистские клубы стали эсперантистскими.

### Реформа
В 1920 году небольшая группа волапюкистов во главе с нидерландцем Ари де Йонгом (нидерл. Arie de Jong) разработала ревизию языка и представила её в 1931 году. Де Йонг упростил грамматику (отменил редкоиспользуемые глагольные формы), а звук [r] стал употребляться гораздо чаще. В результате этого некоторые слова вернулись к своему исконному английскому или немецкому звучанию (например, lömib («дождь») превратился в rein). После реформ де Йонга волапюк пережил краткий подъём популярности в Нидерландах и Германии, но с приходом нацистов изучение искусственных языков в этих странах попало под запрет, и это окончательно свело на нет волапюкское движение.

### Волапюк сегодня
С того времени движение волапюкистов находится на стабильно низком уровне. На сегодняшний день в мире насчитывается 20—30 волапюкистов. Во главе волапюкского движения стоит так называемый лидер, или верховный руководитель (на волапюке Cifal). Он выпускает эдикты, как правило, касающиеся присвоения официальных званий (преподаватель волапюка, член Академии волапюка). Важную роль в развитии волапюка играет Академия волапюка, состоящая из 8 членов, коллегиально принимающих решения о включении в лексикон новых слов, необходимых для отображения новых понятий. Волапюкисты, проживающие в одной стране, могут создавать национальные клубы, составляющие Федерацию клубов волапюка. Правда, в настоящее время волапюкистов недостаточно для создания разветвлённой международной организации.
В современном русском языке слово «волапюк» имеет также переносное значение — «речь из мешанины, непонятных слов, тарабарщина».

#### Википедия на волапюке
Википедия на языке волапюк знаменита тем, что большинство её статей создано при помощи автоматической программы (бот). Бот был создан одним из немногих активных на тот момент участником проекта — бразильско-нидерландским лингвистом Сержиу Мейрой. Это вызвало негодование у ряда участников других Википедий, которые высказывали мнение, что подобные методы несовместимы с правилами Википедии, и что данный раздел Википедии следует удалить. 25 декабря 2007 года было начато голосование за перенос Википедии на волапюке в Инкубатор Викимедиа. 28 января 2008 года голосование было закрыто с решением оставить Википедию на волапюке активным разделом Википедии.

## Образцы текстов

### Сравнение текстов на волапюке до и после реформы (молитваОтче наш)
| Оригинальный волапюк                                 | Реформированный волапюк                                |
| O Fat obas, kel binol in süls, paisaludomöz nem ola! | O Fat obas, kel binol in süls! Nem olik pasalüdükonöd! |
| Kömomöd monargän ola!                                | Regän ola kömonöd!                                     |
| Jenomöz vil olik, äs in sül, i su tal!               | Vil olik jenonöd, äsä in sül, i su tal!                |
| Bodi obsik vädeliki givolös obes adelo!              | Givolös obes adelo bodi aldelik obsik!                 |
| E pardolös obes debis obsik,                         | E pardolös obes döbotis obsik,                         |
| Äs id obs aipardobs debeles obas.                    | Äsä i obs pardobs utanes, kels edöbons kol obs.        |
| E no obis nindukolös in tentadi;                     | E no blufodolös obis,                                  |
| Sod aidalivolös obis de bad.                         | Ab livükolös obis de bad!                              |
|                                                      | (Ibä dutons lü ol regän, e nämäd e glor jü ün laidüp.) |
| Jenosöd!                                             | So binosös!                                            |

### Текст о международном языке (реформированный вариант)
Ven lärnoy püki votik, vödastok plösenon fikulis. Mutoy ai dönu sukön vödis nesevädik, e seko nited paperon. In dil donatida, ye, säkäd at pebemaston, bi tradut tefik vöda alik pubon dis vöds Volapükik. Välot reidedas sökon, e pamobos, das vöds Volapükik pareidons laodiko. Gramat e stabavöds ya pedunons in nüdug; too loged viföfik traduta pakomandos ad garanön, das sinif valodik pegeton. Binos prinsip sagatik, kel sagon, das stud nemödik a del binos gudikum, ka stud mödik süpo.

#### Дословный перевод
Когда изучают чужой язык, словарь представляет трудности. Необходимо постоянно искать неизвестные слова, и, как следствие, интерес теряется. В элементарной части, однако, эта проблема преодолена, потому что корректный перевод слова появляется под словами Волапюка. Следует подборка (текстов для) чтения и предполагается, что слова Волапюка прочитываются вслух. Грамматика и базовый словарь уже даны во введении; тем не менее рекомендуется беглый взгляд на перевод, чтобы обеспечивалось общее понимание. Мудро сказано, что лучше немного учения каждый день, чем много учения в один день.